# Colin Baker (labdarúgó)
Colin Walter Baker (Cardiff, 1934. december 18. – 2021. április 11.) válogatott walesi labdarúgó, fedezet.

## Pályafutása

### Klubcsapatban
1953 és 1966 között a Cardiff City labdarúgója volt, ahol négy walesikupa-győzelmet ért el a csapattal.

### A válogatottban
1958 és 1961 között hét alkalommal szerepelt a walesi válogatottban. Tagja volt az 1958-as svédországi világbajnokságon részt vevő csapatnak.

## Sikerei, díjai
Cardiff City
- Walesi kupa
  - győztes (4): 1956, 1959, 1964, 1965
  - döntős: 1960